# الهه‌های انتقام (فیلم ۱۹۵۰)
«الهه‌های انتقام» (انگلیسی: The Furies) فیلمی آمریکایی در سبک وسترن به کارگردانی آنتونی مان است که در سال ۱۹۵۰ منتشر شد.

## داستان
زنی جوان با پدر زورگویش که خود را به عنوان «ناپلئون» تصور می‌کند درگیر است. اما وقتی او برای خود زنی جدید پیدا می‌کند، رابطه‌شان به مشکل برمی‌خورد.

## بازیگران
- جین نواک
- باربارا استانویک
- وندل کوری
- والتر هیوستون
- جودیت اندرسون
- گیلبرت رولان
- توماس گومز
- بولا بوندی
- آلبرت دکر
- فرانک فرگوسن
- جان برومفیلد
- موویتا کاستاندا
- والاس فورد
- بلانش یورکا